# Verlag Murken-Altrogge
Der  Verlag Murken-Altrogge wurde 1976 in Münster von Axel Hinrich Murken und Christa Murken gegründet und ist seit 1981 in Herzogenrath ansässig. Der Biographie des Verlegerehepaares entsprechend – sie ist Kunsthistorikerin, er Arzt und Kunsthistoriker – liegt der Programmschwerpunkt auf Kunst- und Medizingeschichte.
Die Reihe „Studien zur Geschichte des Krankenhauswesens“ widmet sich der wissenschaftlichen Erforschung der historischen Krankenhausentwicklung von ihren ersten Ursprüngen, so unter anderem dem frühmittelalterlichen Hospital, der Geschichte der klinischen Medizin und der öffentlichen Gesundheitsfürsorge. Die Reihe „Studien zur Medizin-, Kunst- und Literaturgeschichte“ knüpft an die teilweise engen Querverbindungen von Kunst und Literatur mit der Medizin an. Ein weiterer Schwerpunkt dieser Reihe liegt auf der Entwicklung des medizinischen Kinder- und Jugendbuches. In den vergangenen Jahren sind ebenfalls einige Einzelbände zur Kunst- und Kulturgeschichte erschienen, die sich sowohl mit Künstlerbiographien wie auch psychosomatischen Themen wie der Hysterie oder dem Schmerz befassen.

## Veröffentlichungen (Auswahl)
- 1978: Axel Hinrich Murken – Das Bild des deutschen Krankenhauses im 19. Jahrhundert. 2. Auflage
- 1991: Gerhard Meyerratken – Manifest des Anonymen Realismus – Kunst am Ende des 20. Jahrhunderts.
- 2006: Hans-Peter Wipplinger, Volker Rattemeyer, Axel H. Murken (Hrsg.): Joseph Beuys. Heilkräfte der Kunst.
- 2009: Peter R. Pawlik – Von Bergedorf nach Germania: Hermann Distel (1875–1945). Ein Architektenleben in bewegter Zeit.
- 2011: Rohullah Kazimi – Abenteuer Traum Tagebuch
- 2015: Christa Murken – Animal Turn. Auf der Suche nach einem neuen Umgang mit Tieren.
- 2016: Julian Murken – Zeitgeist. Aquarelle, Zeichnungen und Gemälde.
- 2017: Axel Hinrich Murken und Peter R. Pawlik – Grüße aus dem Krankenhaus – Ansichtskarten von Berliner Krankenhäusern
- 2019: Erich Kukies (Hrsg.) – Josse Goossens. Sein Leben und sein malerisches Werk.
- 2020: Christa Murken – Die Natur zum Klingen bringen. Werkverzeichnis der Gemälde 1982 - 2020.
- 2021: Axel Hinrich Murken und Peter R. Pawlik – Fünfzig Jahre Deutsche Gesellschaft für Krankenhausgeschichte
- 2021: Axel Hinrich Murken – Joseph Beuys. In Bewegung. Plakate – Stationen seiner Kunst.